# Alice Ayres
Alice Ayres (Isleworth, 12 de setembro de 1859 – Londres, 26 de abril de 1885) foi uma babá inglesa homenageada por sua bravura ao resgatar as crianças sob seus cuidados de um incêndio na casa onde residiam. Ayres era uma empregada doméstica da família de seu cunhado e irmã, Henry e Mary Ann Chandler. Os Chandler eram donos de um comércio de óleo e tintas em Union Street, Southwark, então ao sul de Londres, e Ayres morava com a família em cima da loja. Em 1885, ocorreu um incêndio no estabelecimento comercial e Ayres resgatou três de suas sobrinhas do prédio em chamas, antes de cair de uma janela e sofrer ferimentos fatais.
A Grã-Bretanha, na esteira da Revolução Industrial, experimentou um período de grande mudança social em que a mídia de notícias, em rápido crescimento, prestou atenção cada vez maior às atividades das classes mais pobres. A forma como Ayres morreu despertou grande interesse público, com grande número de pessoas comparecendo ao seu funeral e contribuindo para o financiamento de um memorial. Pouco depois de sua morte, ela passou pelo que foi descrito como uma "canonização secular", sendo amplamente retratada na cultura popular e, embora muito pouco se soubesse sobre sua vida, amplamente citada como modelo.
Vários movimentos sociais e políticos promoveram Ayres como um exemplo dos valores defendidos por seu movimento particular. As circunstâncias de sua morte foram distorcidas para dar a impressão de que ela era uma empregada disposta a morrer pelo bem da família de seu empregador, e não pelos filhos de quem era intimamente relacionada. Em 1902, seu nome foi adicionado ao Memorial ao Sacrifício Heroico e em 1936 uma rua próxima ao local do incêndio foi rebatizada de Rua Ayres em sua homenagem.
O caso de Alice Ayres voltou a ser notado publicamente com o lançamento da peça Closer, de Patrick Marber, em 1997, e o filme de 2004 baseado nela. Um elemento importante da trama gira em torno de uma personagem central que fabrica sua identidade com base na descrição de Ayres no Memorial ao Sacrifício Heroico, com algumas das cenas do filme filmadas em torno do local.

## Trabalho com a família Chandler
Alice Ayres nasceu em uma grande família em 1859 e era a sétima de dez filhos de um operário, John Ayres. Em dezembro de 1877, sua irmã Mary Ann (onze anos mais velha que Alice) casou-se com um negociante de óleo e tintas, Henry Chandler, que tinha uma loja no número 194 da Union Street, em Southwark, cerca de 370 metros ao sul da atual Tate Modern.
Em 1881, Ayres trabalhou como empregada doméstica para Edward Woakes, um médico especializado em distúrbios de ouvido e garganta. Em 1885 ela se tornou uma empregada doméstica e babá dos Chandler, morando com a família. Depois de sua morte, Ayres foi descrita por um residente local como "não era do tipo rápido — gentil e quieta, e sempre ocupada com seu trabalho". Outro vizinho disse à imprensa que "nenhuma diversão, nenhuma excursão, nenhuma festa familiar poderia tentá-la de seus deveres auto-impostos. As crianças devem ser banhadas e colocadas na cama, as roupas devem ser remendadas, os quartos devem ser limpos, o pano deve ser colocado, a ceia cuidadosamente preparada, antes que Alice sonhe em sair para seus próprios prazeres".

## Incêndio na Union Street
A loja dos Chandlers na Union Street, conforme retratada em uma ilustração de um jornal contemporâneo, ocupava a esquina de um prédio de três andares. A família morava em cima da loja, com Henry e Mary Ann Chandler dormindo em um quarto com seu filho de seis anos, Henry, e Ayres compartilhando um quarto no segundo andar com suas sobrinhas, Edith, de cinco anos, Ellen de quatro anos, e a Elizabeth de três anos. Na noite de 24 de abril de 1885, um incêndio começou na oficina de pintura e óleo, prendendo a família no andar de cima. Pólvora e tonéis de óleo eram armazenados nos andares inferiores do edifício, fazendo com que as chamas se propagassem rapidamente. Embora a loja ficasse perto da sede do Corpo de Bombeiros de Londres e os serviços de emergência estivessem rapidamente no local, quando o carro de bombeiros chegou, chamas intensas saíam das janelas inferiores, impossibilitando o corpo de bombeiros de posicionar as escadas.
Enquanto isso, Ayres, vestindo apenas uma camisola, tentou alcançar sua irmã, mas não conseguiu fazê-lo através da fumaça. A multidão que se reunia fora do prédio gritava para Ayres pular. Em vez disso, ela voltou para o quarto que dividia com as três meninas e jogou um colchão pela janela, deixando Edith cair cuidadosamente sobre ele. Apesar de mais chamadas de baixo para pular e se salvar, ela saiu da janela e voltou carregando Ellen. Ellen se agarrou a Ayres e se recusou a ser largada, mas Ayres a expulsou do prédio, e a criança foi pega por um membro da multidão. Ayres voltou para a fumaça pela terceira vez e voltou carregando Elizabeth gravemente ferida, que ela deixou cair em segurança no colchão.
Depois de resgatar as três meninas, Ayres tentou pular sozinha, mas, vencida pela inalação da fumaça, caiu fracamente da janela, atingindo o letreiro da loja. Ela perdeu o colchão e a multidão abaixo e caiu na calçada, sofrendo ferimentos na coluna. Ayres foi levada às pressas para o vizinho Guy's Hospital onde, devido ao interesse público que sua história despertava, boletins de hora em hora foram publicados sobre sua saúde e a Rainha Victoria enviou uma dama de companhia para perguntar sobre sua condição.
O óleo e a tinta armazenados na loja fizeram com que o fogo queimasse descontroladamente e, quando os bombeiros conseguiram entrar nas instalações, o resto da família foi encontrada morta. O corpo de Henry Chandler foi encontrado na escada, ainda segurando um cofre trancado cheio de coisas da loja, enquanto os restos queimados de Mary Ann Chandler foram encontrados caídos ao lado de uma janela do primeiro andar, com o corpo do menino Henry, de seis anos, ao seu lado. A condição de Ayres piorou e ela morreu no Guy's Hospital em 26 de abril de 1885. Suas últimas palavras foram relatadas como "Eu tentei o meu melhor e não consegui mais". Elizabeth, a última das crianças a ser resgatada, sofreu queimaduras graves nas pernas e morreu pouco depois de Ayres.

### Funeral
O corpo de Ayres não foi levado ao necrotério do Guy's Hospital, mas colocado em um quarto reservado para ela. O valor estimado dos tributos florais chegou a mais de mil libras (cerca de 109 mil libras em 2020). Ayres foi reconhecida postumamente pela Sociedade Real para a Proteção da Vida contra o Fogo, controlada pelo Metropolitan Board of Works (hoje Sociedade para a Proteção da Vida contra o Fogo), que concedeu a seu pai John Ayres uma soma de 10 guinéus (cerca de 1.140 libras em 2020) em sua homenagem. Um serviço memorial para Ayres na Igreja de São Salvador (agora Catedral de Southwark) atraiu uma multidão tão grande que os enlutados foram recusados por falta de espaço em pé, enquanto uma coleção feita no serviço memorial compreendeu 951 moedas, totalizando mais de 7 libras. Ayres teve um grande funeral público, com a presença de mais de 10 mil pessoas em luto. Seu caixão foi carregado da casa de seus pais para seu túmulo no cemitério de Isleworth por uma equipe de 16 bombeiros, substituindo uns aos outros em conjuntos de quatro. O serviço religioso contou com a presença de um grupo de 20 meninas, vestidas de branco, da escola da aldeia que Ayres frequentara. Foi planejado que as meninas deveriam seguir o caixão até o túmulo e cantar, mas uma forte tempestade de granizo impediu isso.
Henry e Mary Ann Chandler foram enterrados no cemitério de Lambeth junto com as duas crianças que morreram no incêndio. Edith e Ellen Chandler foram aceitas pela Orphan Working School em Kentish Town e treinadas como empregadas domésticas.

### Memorial

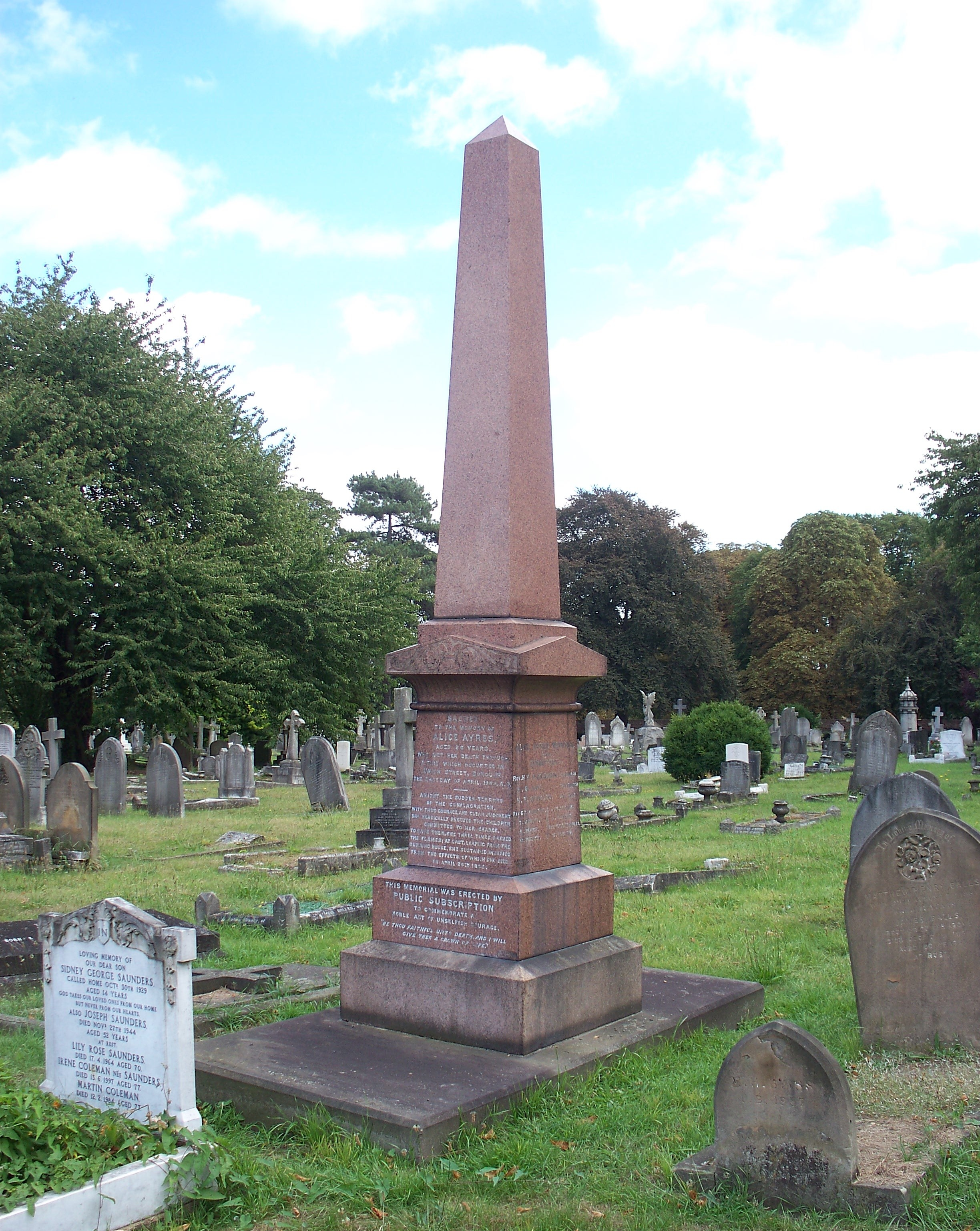
Túmulo de Alice Ayres

Pouco depois do incêndio, foi decidido erigir um monumento a Ayres, a ser financiado por assinatura pública, e em agosto de 1885 o fundo arrecadou mais de 100 libras (cerca de 11 mil libras em 2020). Em 15 de agosto de 1885, as obras do memorial começaram. O monumento foi erguido acima de seu túmulo no Cemitério de Isleworth, e era de um desenho egípcio inspirado na agulha de Cleópatra, erguida no centro de Londres em 1878. Ele tinha a forma de um de obelisco de granito vermelho sólido com 4,3 metros de altura, e ainda hoje é o túmulo mais alto do cemitério. Na frente do obelisco está inscrito:
| “ | Sagrado à memória de ALICE AYRES, de 26 anos, que encontrou a morte através de um incêndio ocorrido na Union Street, Borough, em 24 de abril de 1885 D.C. Em meio aos terrores repentinos da conflagração, com verdadeira coragem e julgamento , ela heroicamente resgatou as crianças confiadas a sua guarda. Para salvá-los, ela enfrentou três vezes as chamas; por fim, ao saltar da casa em chamas, ela sofreu ferimentos e morreu em 26 de abril de 1885. Este memorial foi erguido por assinatura pública para comemorar um nobre ato de coragem altruísta. "Seja tu, fiel até a morte, e eu te darei a coroa da vida. | ” |

O lado direito do monumento lista os dez membros do Comitê Memorial Alice Ayres, presidido pelo Rev. H. W. P. Richards. O incêndio na Union Street e o resgate das crianças por Ayres causaram grande interesse público desde o início, e o incêndio, a morte e o funeral de Ayres e a arrecadação de fundos para a construção do memorial foram relatados em detalhes na imprensa local e nacional e em todo o Império Britânico.

## Uma "canonização secular”
O governo britânico tradicionalmente prestava pouca atenção aos pobres, mas, na esteira da Revolução Industrial, as atitudes em relação às conquistas das classes mais baixas foram mudando. O crescimento das ferrovias, a mecanização da agricultura e a necessidade de mão de obra nas novas fábricas do centro da cidade quebraram a economia feudal tradicional e causaram o rápido crescimento das cidades, enquanto o aumento das taxas de alfabetização levou a um maior interesse no mídia e assuntos atuais entre os trabalhadores comuns. Em 1856, a primeira homenagem militar por bravura aberta a todas as classes, a Victoria Cross, foi instituída, enquanto em 1866 a Medalha Albert, a primeira homenagem oficial aberta a civis de todas as classes, foi introduzida. Além disso, uma série de organizações privadas e de caridade dedicadas ao salvamento de vidas, principalmente a Royal Humane Society (1776) e a Royal National Lifeboat Institution (1824), estavam aumentando em atividade e destaque, e deram prêmios e medalhas como um meio de divulgar suas atividades e conselhos que salvam vidas.
O pintor e escultor George Frederic Watts e sua segunda esposa, a designer e artista Mary Fraser Tytler, há muito defendiam a ideia da arte como uma força para a mudança social e do princípio de que narrativas de grandes feitos forneceriam orientação para abordar questões sérias problemas sociais das cidades britânicas. Watts pintou recentemente uma série de retratos de figuras importantes que ele considerava uma influência social positiva, o "Hall da Fama", que foi doado à National Portrait Gallery; desde pelo menos 1866 ele havia proposto como peça acompanhante um monumento ao "valor desconhecido", celebrando a bravura das pessoas comuns.
Em 5 de setembro de 1887, uma carta foi publicada no The Times de Watts, propondo um esquema para comemorar o Jubileu de Ouro da Rainha Vitória por meio da coleta e comemoração de "um registro completo das histórias de heroísmo na vida cotidiana". Ele citou a morte de Alice Ayres como um exemplo do tipo de evento que ele se propôs a comemorar, e incluiu em sua carta um relato distorcido das ações de Ayres durante o incêndio na Union Street.
| “                                        | O rolo seria longo, mas eu citaria como exemplo o nome de Alice Ayres, a empregada de todos os trabalhos em uma fábrica de óleo em Gravel-lane, em abril de 1885, que perdeu a vida ao salvar os filhos de seu mestre. Os fatos, caso seus leitores os tenham esquecido, foram em breve estes: despertada pelos gritos de "Fogo" e pelo calor das chamas avançando ferozmente, a garota é vista na janela de um andar superior, e a multidão, segurando-se algumas roupas para amortecer sua queda, suplicando-lhe que pule imediatamente para salvar sua vida. Em vez disso, ela volta e reaparece arrastando atrás de si um colchão de penas, que, com grande dificuldade, empurra pela janela. A cama esticada e esticada, a menina está novamente à janela, uma criança de três anos em seus braços, que com grande cuidado e habilidade ela joga com segurança sobre o colchão. Duas vezes novamente com crianças ainda mais velhas, ela repete o feito heroico. Quando chega sua vez de pular, sufocada ou exausta demais por seus esforços, ela não consegue se salvar. Ela pula, mas muito debilmente, cai na calçada e é carregada insensivelmente para o Hospital St. Thomas, onde morre. | ” |
| — Another Jubilee Suggestion, 5 Sep 1887 | |   |

Watts tinha originalmente proposto que o monumento assumisse a forma de uma colossal figura de bronze, mas em 1887 estava propondo que o memorial assumisse a forma de "uma espécie de Campo Santo", consistindo de uma via coberta e parede de mármore inscrita com o nomes de heróis do cotidiano, a serem construídos no Hyde Park. A sugestão de Watts não foi aceita, levando Watts a comentar que "se eu tivesse proposto uma pista de corrida em torno do Hyde Park, teria havido muitos simpatizantes". No entanto, seu lobby de alto perfil aumentou ainda mais a já alta consciência pública sobre a morte de Alice Ayres.

### Representação na literatura e na arte

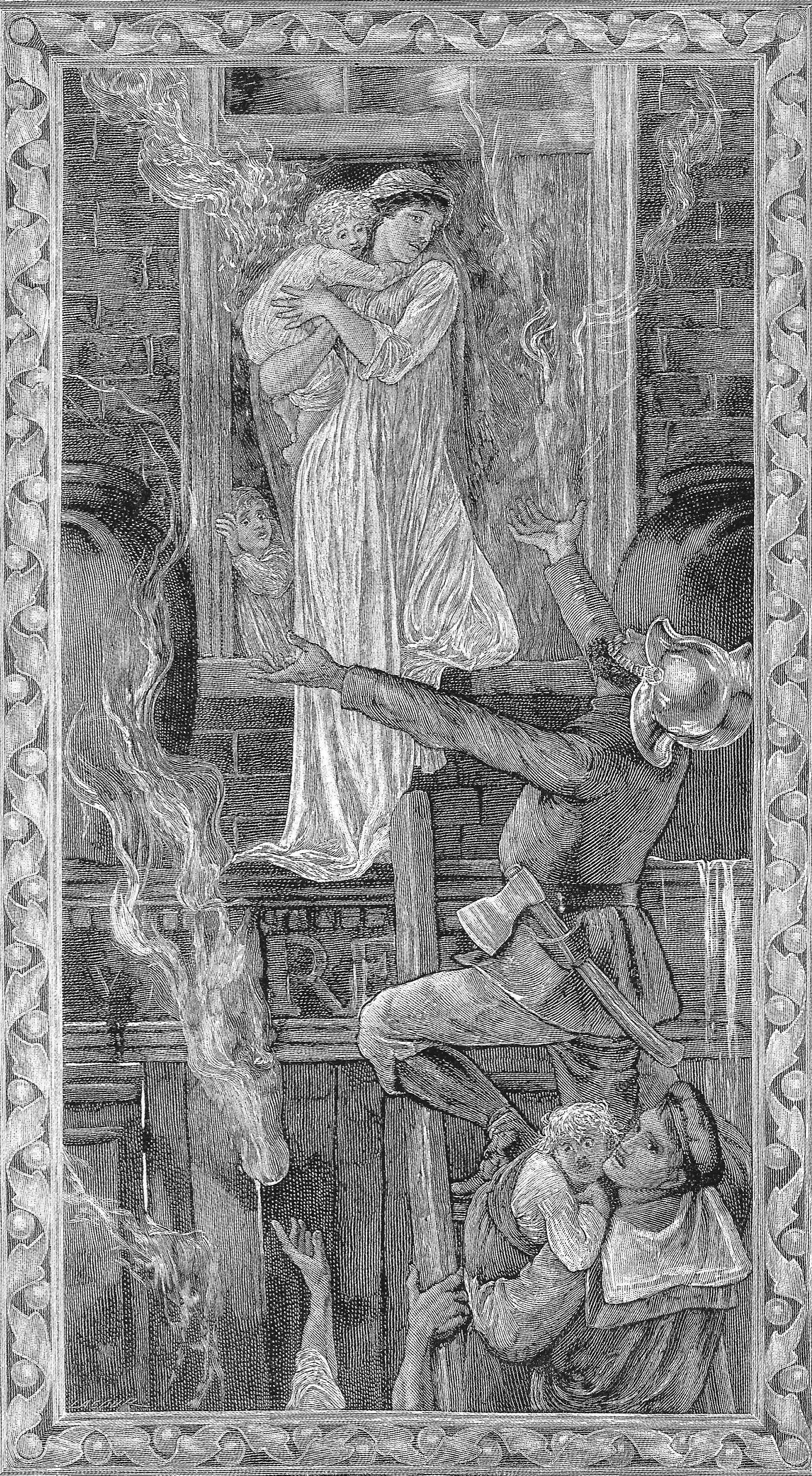
Union Street Fire, ilustração de Walter Crane (1885)

Emilia Aylmer Blake escreveu talvez o primeiro poema sobre Ayres, intitulado Alice Ayres, que ela recitou em uma reunião social em junho de 1885. Sir Francis Hastings Doyle também escreveu um poema bem recebido em homenagem a Ayres, assim como a líder reformista social e ativista dos direitos das mulheres, Laura Ormiston Chant. No final da década de 1880, Ayres estava começando a ser vista como um modelo da devoção britânica ao dever, e sua história foi contada em coleções de histórias heróicas e inspiradoras para crianças, incluindo a primeira história no influente Beneath, de FJ Cross o Estandarte, no qual Cross observou que: "Ela sempre tentou fazer o melhor. Sua ternura amorosa para com os filhos comprometidos com seus cuidados e sua vida pura e gentil foram notados por aqueles ao seu redor antes que houvesse qualquer pensamento sobre ela morrendo uma morte heroica. Então, quando a grande prova veio, ela estava preparada; e o que nos parece o altruísmo divino parecia-lhe apenas um simples dever".
Em 1890, uma série de painéis pintados por Walter Crane foram expostos no Salão da Cruz Vermelha de Octavia Hill, a 500 metros do local do incêndio na Union Street. Inspirados nas propostas de George Frederic Watts, os painéis representam exemplos de heroísmo na vida cotidiana; o próprio Watts recusou-se a se envolver no projeto, já que seu monumento proposto pretendia ser uma fonte de inspiração e contemplação, em vez de simplesmente comemorar, e ele sentiu que um monumento artístico o trabalho poderia distrair os espectadores do elemento mais importante dos casos, os sacrifícios heroicos dos indivíduos envolvidos.
O primeiro dos painéis de Crane retratou o incêndio na Union Street. É uma imagem idealizada que descreve Ayres como resgatada, em vez da salvadora que foi, combinando imagens religiosas com os símbolos tradicionais do heroísmo britânico do século XIX, e não tem nenhuma relação com os eventos reais. Ayres, em um vestido longo e esvoaçante todo branco, está em uma janela do primeiro andar, cercada por chamas e segurando uma criança pequena. Um bombeiro sobe em uma escada e estende a mão para ela e a criança; enquanto isso, um marinheiro em uniforme completo da Marinha Real segura um segundo filho. Embora, na realidade, Ayres estivesse em um nível muito mais alto do edifício e o calor do óleo em chamas e da pólvora tivesse tornado impossível para a brigada de incêndio se aproximar do edifício, ao retratar Ayres com o bombeiro e o marinheiro, amplamente vistos como símbolos do heroísmo e da força britânicas, a imagem de Crane reforçou ainda mais sua crescente reputação como uma figura heroica. A foto de Crane no Salão da Cruz Vermelha foi mencionada em "Alice Ayres", uma balada de fronteira do fundador do National Trust, Canon Hardwicke Rawnsley, publicada em seu Ballads of Brave Deeds de 1896, para o qual George Frederic Watts escreveu o prefácio.

### Memorial ao Sacrifício Heroico
Em 1898, George Frederic Watts foi abordado por Henry Gamble, vigário de St. Botolph's, na igreja de Aldersgate na cidade de Londres. O antigo cemitério de St. Botolph havia sido recentemente convertido, junto com dois cemitérios menores adjacentes, no Postman's Park, um dos maiores parques públicos da cidade de Londres, e a igreja estava envolvida em uma prolongada disputa financeira e legal pela propriedade de parte do parque. Para fornecer uma justificativa pública para manter a terra disputada como parte do parque, e para elevar o perfil do parque e ajudar na arrecadação de fundos, a igreja ofereceu parte do parque como local para seu memorial proposto. Watts concordou, e em 1900 o Memorial ao Sacrifício heroico foi inaugurado por Alfred Newton, Lord Mayor de Londres, e Mandell Creighton, Bispo de Londres. O memorial consistia em uma loggia de madeira de 50 pés de comprimento (15 m) e 2,7 metro de altura com telhado de telhas, projetada por Ernest George, protegendo uma parede com espaço para 120 placas memoriais de cerâmica.
As placas do memorial eram feitas à mão e de produção cara, e na época da inauguração do memorial apenas quatro estavam no lugar. Em 1902, outras nove placas foram reveladas, incluindo o memorial a Alice Ayres, pelo qual Watts fazia lobby há muito tempo. Feita por William De Morgan no estilo Arts and Crafts, a placa verde e branco diz "Alice Ayres, filha de um pedreiro que por conduta intrépida salvou 3 crianças de uma casa em chamas na Union Street, Borough, ao custo de sua própria jovem vida, 24 de abril de 1885".

### Mudança de atitudes e percepções diferentes
Embora o público estivesse familiarizado com o conceito de uma figura heroica nacional feminina após a ampla cobertura e admiração pública de Harriet Newell, Grace Darling e Florence Nightingale, a cobertura contínua de Ayres e sua elevação como heroína nacional eram incomuns para o período. Ayres era uma mulher sem educação da classe trabalhadora, que após sua morte passou pelo que foi descrito como "uma canonização secular", em uma época em que, apesar do reconhecimento formal gradual das contribuições das classes mais baixas, os heróis nacionais eram geralmente homens e engajados na exploração, no exército, religião ou ciência e engenharia.
Foi um período em que cresceram as pressões políticas por reformas sociais. A versão de Ayres apresentada ao público como uma mulher devotada inteiramente ao dever personificava o personagem britânico idealizado na época, enquanto a imagem de uma mulher trabalhadora, mas que não reclamava, que colocava o bem-estar dos outros acima do seu próprio, personificava a visão idealizada da classe trabalhadora apresentada por reformadores sociais, e a mulher altruísta e dedicada ideal apresentada por defensores dos direitos das mulheres. Na inauguração do Memorial ao Auto-Sacrifício Heroico, o Lord Mayor, Alfred Newton, observou que "pretendia perpetuar os atos de heroísmo que pertenciam às classes trabalhadoras", enquanto George Frederic Watts, embora se opusesse, em princípio, à discriminação com base na classe, viu o Memorial como sendo teoricamente aberto a todas as classes, observou que "as classes mais altas não exigem ou não devem exigir lembretes ou incentivos". Watts viu o propósito de seu Memorial não como uma comemoração de feitos, mas como uma ferramenta para a educação das classes mais baixas.
A opinião de Watts foi compartilhada por outros que procuraram fornecer material inspirador sobre os heróis britânicos, e os autores que escreveram sobre Ayres sistematicamente alteraram o fato de que as crianças resgatadas eram membros de sua família, em vez de descrevê-las como filhas de seu empregador. Notícias da imprensa na hora do incêndio descreveram Ayres de várias maneiras como uma "pequena babá", "uma serva disposta, honesta e trabalhadora", e uma "pobre doméstica". Bem como a descrição de 1887 de Watts de Ayres como "a empregada doméstica de todos os trabalhos de um comerciante de óleo", o capítulo de Cross sobre Ayres em Beneath the Banner é intitulado Only a Nurse Girl! (Apenas uma babá!), enquanto Rawnsley a chamava de "a babá da casa". Barrington, escrevendo cinco anos após o incêndio na inauguração do painel de Price, reconheceu em uma nota de rodapé que Ayres era parente dos Chandler, mas mesmo assim a descreveu como exibindo as "virtudes inglesas típicas — coragem, firmeza e um senso inquestionável do dever".
Enquanto George e Mary Watts e seus colegas reformadores sociais paternalistas, junto com a ampla e simpática imprensa britânica dominante, retratavam Ayres como uma serva altruísta inspiradora de seu empregador, outros tinham uma visão diferente. O Reynolds's Weekly Newspaper, de esquerda, reclamou que a falta de apoio do estado à família de Ayres simbolizava o tratamento inadequado dispensado aos trabalhadores como um todo. O jornal feminista pioneiro The Englishwoman's Review descreveu seu "orgulho justo" na "maternidade instintiva" de Ayres. Por outro lado, Young England, um jornal infantil imperialista, disse que "não há sexo no auto-sacrifício", elogiando Ayres como modelo de devoção ao dever.

## Anos depois

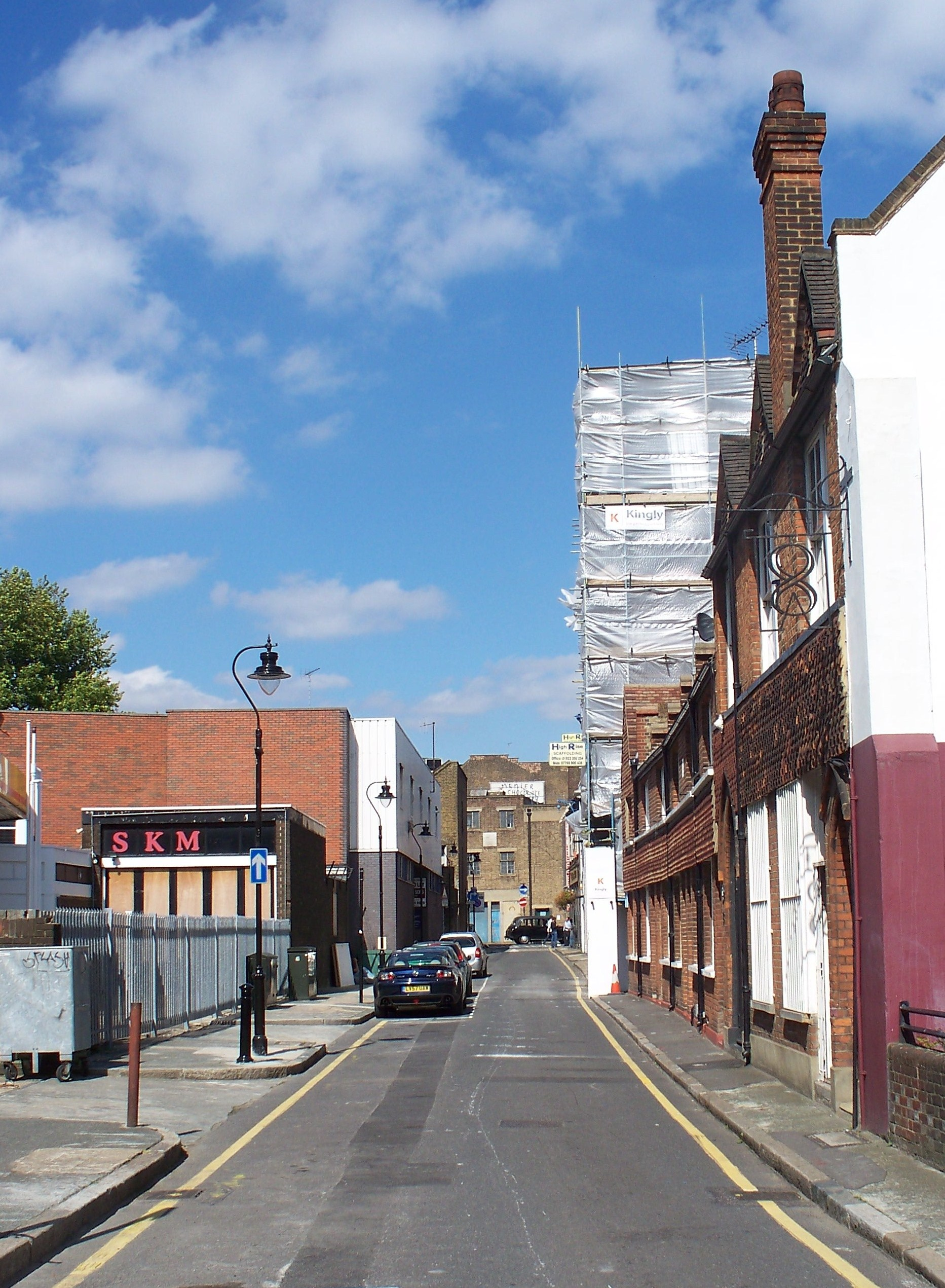
Ayres Street

Em 1936, a nova administração trabalhista do Conselho do Condado de Londres mudou o nome de White Cross Street, perto do local do Red Cross Hall e do local do incêndio na Union Street, para Ayres Street em homenagem a Alice Ayres, um nome que mantém até hoje. A casa dos Chandlers na Union Street número 194 não existe mais, e o local é ocupado por parte do complexo de escritórios da Union House. Imediatamente em frente ao local do incêndio está a atual sede do Corpo de Bombeiros de Londres.

## Na cultura popular
Alice Ayres voltou a chamar a atenção do público com o lançamento da peça Closer de 1997, de Patrick Marber, e do filme vencedor do BAFTA e do Globos de Ouro de 2004, baseado nele, estrelado por Natalie Portman, Julia Roberts, Jude Law e Clive Owen. Um elemento-chave da trama gira em torno da placa do memorial a Ayres no Memorial ao Sacrifício heroico em Postman's Park, no qual é revelado que a personagem Jane Jones (interpretada por Portman no filme), que se autodenomina Alice Ayres durante a maior parte a história, de fato fabricou seu nome e identidade com base na tabuinha no memorial, que ela leu na época de seu primeiro encontro com Dan Woolf (interpretado por Jude Law) perto do início do filme. O parque, e o memorial a Ayres, aparecem com destaque nas cenas de abertura e encerramento do filme.